# Martina Sáblíková
Martina Sáblíkováⓘ (* 27. Mai 1987 in Nové Město na Moravě) ist eine tschechische Eisschnellläuferin. Sie ist eine auf Lang- und Mittelstrecken spezialisierte Mehrkämpferin. Zudem ist sie im Speedskating und als Radrennfahrerin erfolgreich.

## Eisschnelllaufkarriere

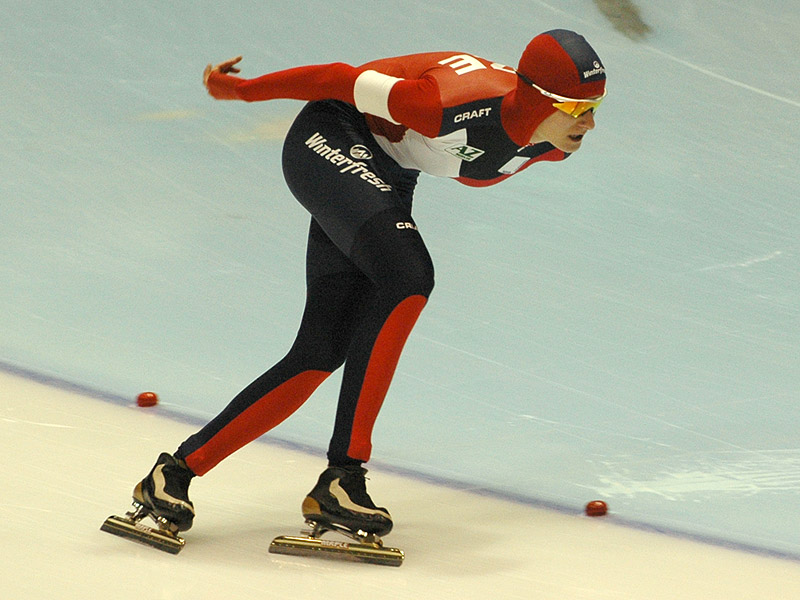
Martina Sablikova 2007

Martina Sáblíková wuchs bei ihren Eltern mit ihrem jüngeren Bruder in Žďár nad Sázavou auf und startet für das NowiS Team. Als Elfjährige begann sie ihre sportliche Karriere als Basketballspielerin bei BK Žďár nad Sázavou. Dort wechselte sie dann zum Speedskating, dem Radsport und Eisschnelllaufen. Im Eisschnelllauf debütierte sie im November 2002 beim Weltcup in Erfurt. Im November 2006 erreichte sie erstmals in einem Weltcuprennen in Heerenveen einen Platz unter den ersten Dreien. Zweimal verbesserte sie im November 2005 den Juniorenweltrekord über die 3000 Meter, dieser hat bis heute Bestand. Im Januar 2007 wurde Martina Sáblíková im italienischen Ritten mit der Punktzahl 162,954 (Freiluftweltrekord) überraschend Allround-Europameisterin und verbesserte dabei auch die Freiluftweltrekord-Einzelzeiten über 3000 und 5000 Meter. Sie hält auch den Weltrekord über die bei den Frauen selten gelaufene 10.000-Meter-Distanz.
Im Jahr 2006 nahm Sáblíková erstmals an den Olympischen Winterspielen in Turin teil, wo sie auf den beiden Langdistanzen an den Start ging. Sowohl über 3000 als auch über 5000 Meter verpasste sie die Medaillenränge, beim 5000-Meter-Rennen hatte sie jedoch als Vierte weniger als eine Sekunde Rückstand auf den Bronzerang von Cindy Klassen. Den 3000-Meter-Wettkampf beendete sie als Siebte.
Nachdem Sáblíková schon bei den Eisschnelllauf-Einzelstreckenweltmeisterschaften der Jahre 2004 und 2005 an den Start gegangen war, dort aber minder erfolgreich abgeschnitten hatte, wurde sie im Jahr 2007 Weltmeisterin über die beiden Langstrecken 3000 und 5000 Meter. Ein Jahr später konnte sie in Nagano zwar den 5000-Meter-Titel verteidigen, musste als Vierte den über 3000 Meter allerdings an Kristina Groves abgeben. Auch bei den Weltmeisterschaften 2009 gelang ihr die Titelverteidigung über 5000 Meter.
Bei den Mehrkampfweltmeisterschaften hatte Sáblíková diese Erfolge nicht, hier konnte sie in den Jahren 2007 sowie 2008 jeweils einen fünften Platz erreichen. Außerdem wurde sie bei den Juniorenweltmeisterschaften 2006, ebenfalls im Vierkampf, Silbermedaillengewinnerin. Nur bei Europameisterschaften konnte Sáblíková auch im Mehrkampf triumphieren, hier datiert ihr Titel aus dem Jahr 2007, dazu gewann sie 2008 die Bronzemedaille.
Im Gesamtweltcup gelangen Sáblíková drei Siege in Folge im 3000-/5000-Meter-Weltcup, auch über andere Distanzen, besonders über die 1500 Meter, gelangen ihr Top-10-Platzierungen. Insgesamt erreichte sie 13 Weltcupsiege, neun über 3000 Meter und vier über 5000 Meter. Die einzige Podiumsplatzierung, die nicht über eine dieser beiden Strecken ging, war ein zweiter Platz über 1500 Meter. Über 1000 Meter gelangen ihr nur in der B-Gruppe Ränge in der Nähe der besten Zehn. Auf der 500-Meter-Distanz ging sie nur einmal im Weltcup an den Start und wurde 49.
Zeitweise trainierte Sáblíková in der Berliner Trainingsgruppe ihres großen Vorbildes Claudia Pechstein. Als sie jedoch ein Leistungsvermögen erreicht hatte, das sie in die Weltspitze brachte und damit auch die deutschen Größen wie Pechstein und Anni Friesinger gefährdete, musste sie diese Trainingsgruppe wieder verlassen.
Bei den Olympischen Winterspielen 2010 in Vancouver gewann sie zwei Goldmedaillen über 3000 und 5000 Meter. Sáblíková war über die Distanz von 5000 Meter seit drei Jahren ungeschlagen, konnte sich aber gegen die Zweite, Stephanie Beckert, nur mit großer Mühe mit 48 Hundertstel Sekunden Vorsprung durchsetzen.

### Persönliche Bestleistungen
- 500 m: 39,23 s (aufgestellt am 7. März 2015 in Calgary)
- 1000 m: 1:15,86 min (aufgestellt am 14. November 2015 in Calgary)
- 1500 m: 1:53,44 min (aufgestellt am 21. November 2015 in Salt Lake City)
- 3000 m: 3:52,02 min (aufgestellt am 9. März 2019 in Salt Lake City)
- 5000 m: 6:41,18 min (aufgestellt am 15. Februar 2020 in Salt Lake City)
- 10.000 m: 13:48,33 min (aufgestellt am 15. März 2007 in Calgary)

### Teilnahmen an Olympischen Winterspielen und Welt- und Europameisterschaften

#### Olympische Spiele
- 2006 Turin: 4. Platz 5000 m, 7. Platz 3000 m
- 2010 Vancouver: 1. Platz 5000 m, 1. Platz 3000 m, 3. Platz 1500 m
- 2014 Sotschi: 1. Platz 5000 m, 2. Platz 3000 m
- 2018 Pyeongchang: 2. Platz 5000 m, 4. Platz 3000 m
- 2022 Peking: 3. Platz 5000 m, 4. Platz 3000 m

#### Einzelstreckenweltmeisterschaften
- 2004 Seoul: 12. Platz 5000 m, 16. Platz 3000 m
- 2005 Inzell: 7. Platz 5000 m, 16. Platz 3000 m
- 2007 Salt Lake City: 1. Platz 5000 m, 1. Platz 3000 m
- 2008 Nagano: 1. Platz 5000 m, 4. Platz 3000 m
- 2009 Richmond: 1. Platz 5000 m, 2. Platz 3000 m, 7. Platz Teamverfolgung
- 2011 Inzell: 1. Platz 5000 m, 2. Platz 3000 m
- 2012 Heerenveen: 1. Platz 5000 m, 1. Platz 3000 m
- 2013 Sotschi: 1. Platz 5000 m, 2. Platz 3000 m
- 2015 Heerenveen: 1. Platz 5000 m, 1. Platz 3000 m, 4. Platz 1500 m, 16. Platz Massenstart
- 2016 Kolomna: 1. Platz 5000 m, 1. Platz 3000 m, 4. Platz 1500 m, 7. Platz Teamverfolgung
- 2017 Gangwon: 1. Platz 5000 m, 2. Platz 3000 m, 6. Platz 1500 m
- 2019 Inzell: 1. Platz 5000 m, 1. Platz 3000 m
- 2020 Salt Lake City: 1. Platz 3000 m, 2. Platz 5000 m
- 2021 Heerenveen: 2. Platz 3000 m, 5. Platz 5000 m
- 2023 Heerenveen: 3. Platz 3000 m, 3. Platz 5000 m
- 2024 Calgary: 3. Platz 3000 m, 3. Platz 5000 m
- 2025 Hamar: 2. Platz 3000 m, 5. Platz 5000 m

#### Mehrkampfweltmeisterschaften
- 2006 Calgary: 9. Platz Kleiner Vierkampf
- 2007 Heerenveen: 5. Platz Kleiner Vierkampf
- 2008 Berlin: 5. Platz Kleiner Vierkampf
- 2009 Hamar: 1. Platz Kleiner Vierkampf
- 2010 Heerenveen: 1. Platz Kleiner Vierkampf
- 2011 Calgary: 3. Platz Kleiner Vierkampf
- 2012 Moskau: 2. Platz Kleiner Vierkampf
- 2015 Calgary: 1. Platz Kleiner Vierkampf
- 2016 Berlin: 1. Platz Kleiner Vierkampf
- 2017 Hamar: 2. Platz Kleiner Vierkampf
- 2018 Amsterdam: 6. Platz Kleiner Vierkampf
- 2019 Calgary: 1. Platz Kleiner Vierkampf
- 2020 Hamar: 4. Platz Kleiner Vierkampf
- 2022 Hamar: 5. Platz Kleiner Vierkampf

#### Europameisterschaften
- 2004 Heerenveen: 22. Platz Kleiner Mehrkampf
- 2006 Hamar: 4. Platz Kleiner Mehrkampf
- 2007 Klobenstein: 1. Platz Kleiner Mehrkampf
- 2008 Kolomna: 3. Platz Kleiner Mehrkampf
- 2009 Heerenveen: 3. Platz Kleiner Mehrkampf
- 2010 Hamar: 1. Platz Kleiner Mehrkampf
- 2011 Klobenstein: 1. Platz Kleiner Mehrkampf
- 2012 Budapest: 1. Platz Kleiner Mehrkampf
- 2013 Heerenveen: 4. Platz Kleiner Mehrkampf
- 2014 Hamar: 3. Platz Kleiner Mehrkampf
- 2015 Tscheljabinsk: 2. Platz Kleiner Mehrkampf
- 2016 Minsk: 1. Platz Kleiner Mehrkampf
- 2017 Heerenveen: 2. Platz Kleiner Mehrkampf
- 2019 Klobenstein: 2. Platz Kleiner Mehrkampf
- 2020 Heerenveen: 4. Platz 3000 m, 5. Platz 1500 m
- 2021 Heerenveen: 3. Platz Kleiner Mehrkampf

## Speedskating
Neben dem Eisschnelllauf betrieb Sáblíková im Sommer regelmäßig Speedskating auf Inlineskates. 2006 gewann sie die erste offizielle tschechische Meisterschaft über die Marathondistanz.

## Radsport
Seit 2007 gehörte Sáblíková der tschechischen Nationalmannschaft im Straßenradsport an. Im selben Jahr belegte sie den dritten Platz bei den europäischen Straßenmeisterschaften in Sofia (Nachwuchs). Bis einschließlich 2016 errang sie zwölf nationale Meistertitel im Straßenrennen sowie im Einzelzeitfahren. Bei den Straßenweltmeisterschaften 2011 belegte sie Rang 28 im Zeitfahren. Um sich auf die Weltmeisterschaften 2012 vorzubereiten, schloss sie sich im Juli 2012 dem UCI Women’s Team Dolmans-Boels an. Beim Einzelzeitfahren erreichte Sábliková Platz neun. Bei den UCI-Straßen-Weltmeisterschaften 2014 im spanischen Ponferrada wurde sie 12. im Zeitfahren. 2016 unterbrach sie ihre Radsportaktivitäten.

### Erfolge im Radsport
2007
- Europameisterschaft (U23) – Einzelzeitfahren

2010
- Tschechische Meisterin – Straßenrennen, Einzelzeitfahren

2011
- Tschechische Meisterin – Straßenrennen, Einzelzeitfahren

2013
- Tschechische Meisterin – Straßenrennen, Einzelzeitfahren

2014
- Tschechische Meisterin – Straßenrennen, Einzelzeitfahren
- eine Etappe Tour de Feminin – O cenu Českého Švýcarska

2015
- Tschechische Meisterin – Straßenrennen, Einzelzeitfahren

2016
- Tschechische Meisterin – Straßenrennen, Einzelzeitfahren